# Agynianie
Agynianie (gr. a – bez, gyne – kobieta) – herezja chrześcijańska istniejąca pod koniec VII w. Agynianie nie żenili się twierdząc, że Bóg nie ustanowił małżeństwa, a ludzie powinni żyć w wolnych związkach. Znani byli ze swobody obyczajów. Agynianie zostali potępieni przez synod Kościoła katolickiego, który odbył się za pontyfikatu Sergiusza I.